# Eremitage Maria Reizenborn
Die Eremitage Maria Reizenborn, auch Räzebore genannt, ist eine im Soonwald bei Riesweiler gelegene ehemalige Einsiedelei.
Die Eremitage liegt an einem Pilgerweg von Simmern nach Spabrücken, der hier den Soonwaldrücken überquerte. Diesen Ort wählte man, da sich hier die Quelle Maria Reizenborn befand, im Hunsrücker Platt Räzebore, der man im Mittelalter heilsame Wirkung aufgrund einer Legende nachsagte. Sie diente den Pilgern sowie den Jägern im 17. Jahrhundert als Raststätte. In vorchristlicher Zeit hat sich hier ein Heiligtum der Kelten befunden, von dem Steinfiguren um das Jahr 1000 in die  evangelische Kirche in Riesweiler vermauert wurden, die dort noch sichtbar sind.

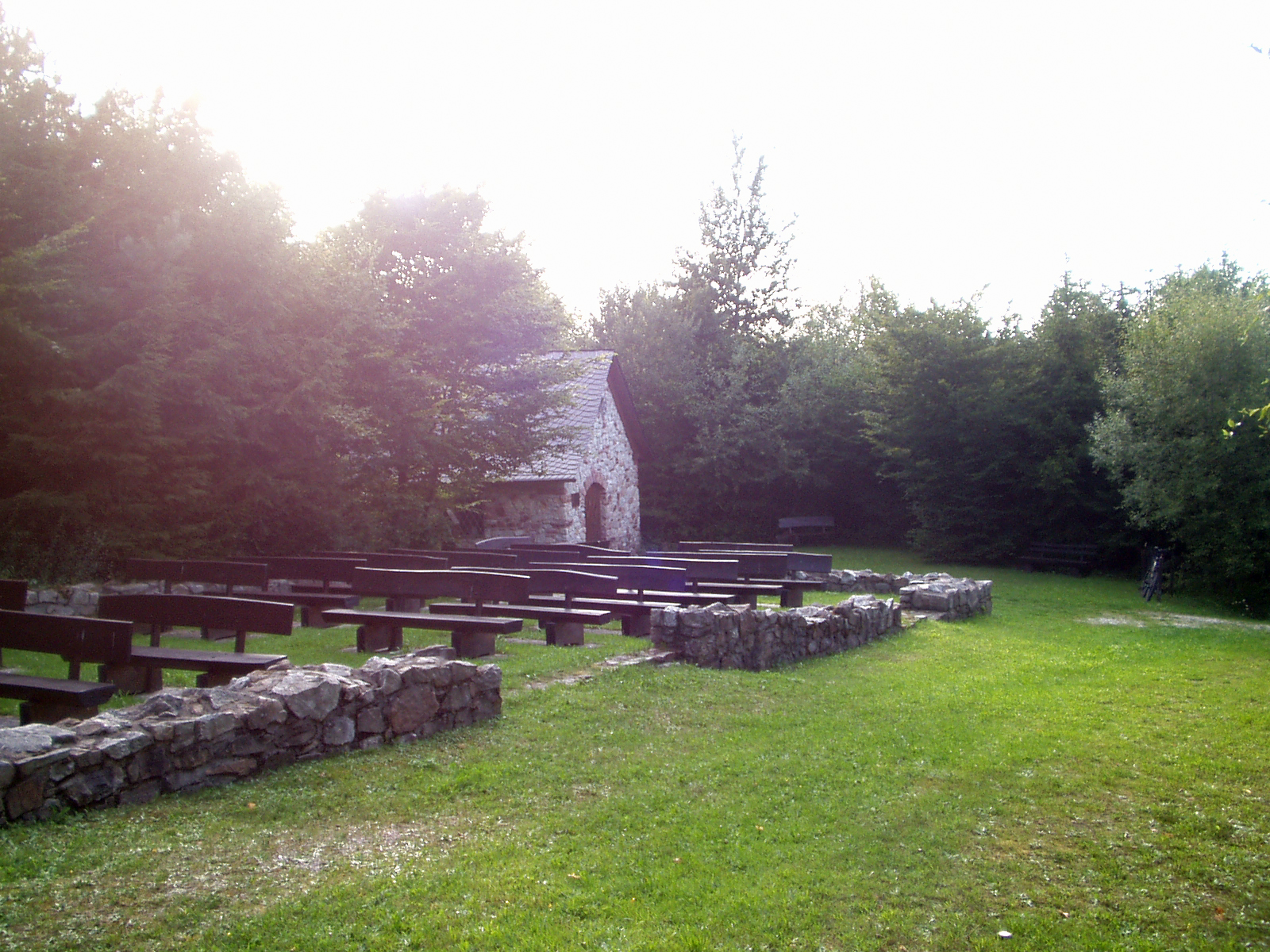
Maria Reizenborn, Im Vordergrund: Restauriertes Fundament der Wallfahrtskirche

## Geschichte

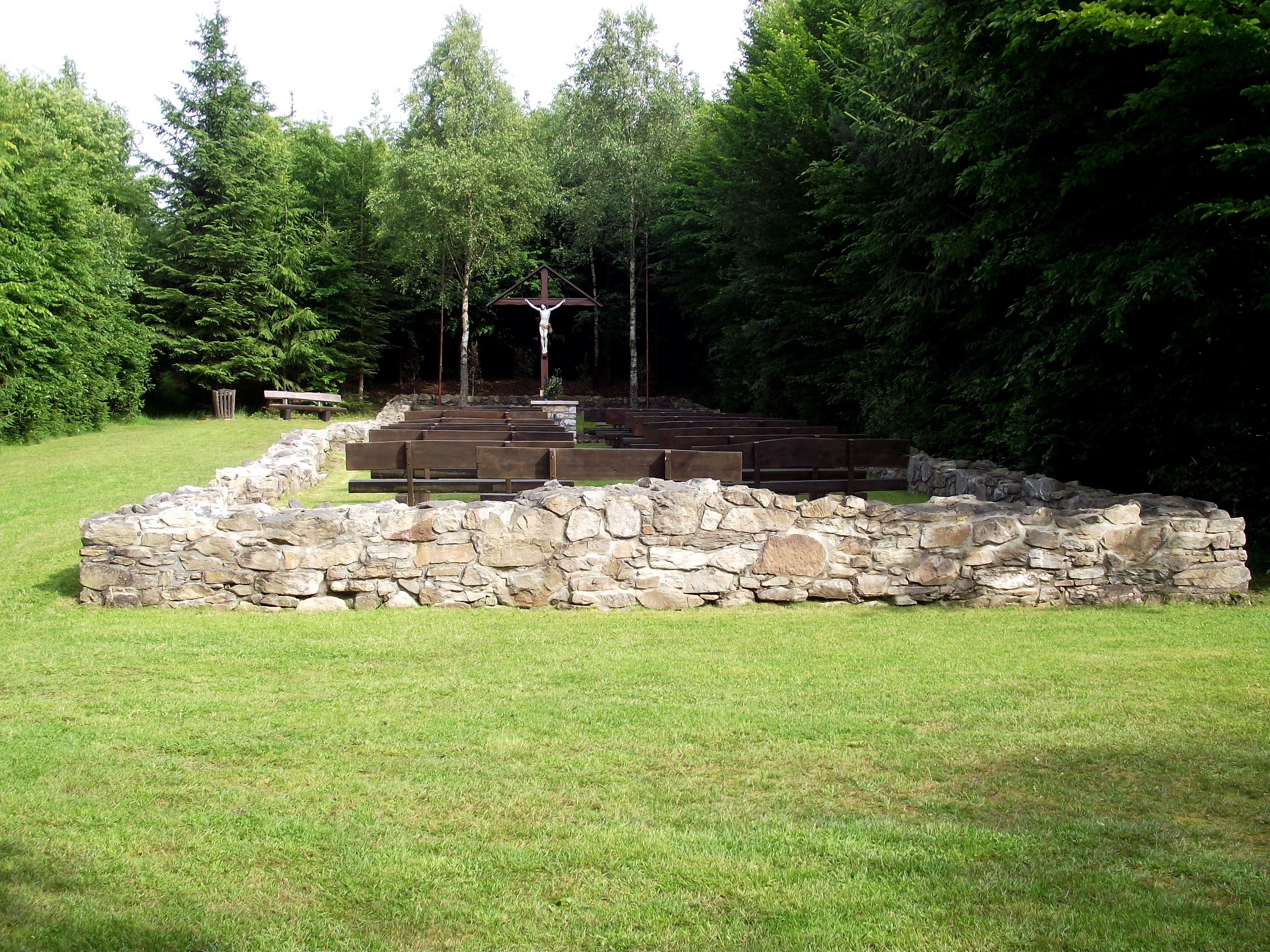
Grundmauern der 1775 errichteten Kirche mit dem vier Meter hohen Kreuz

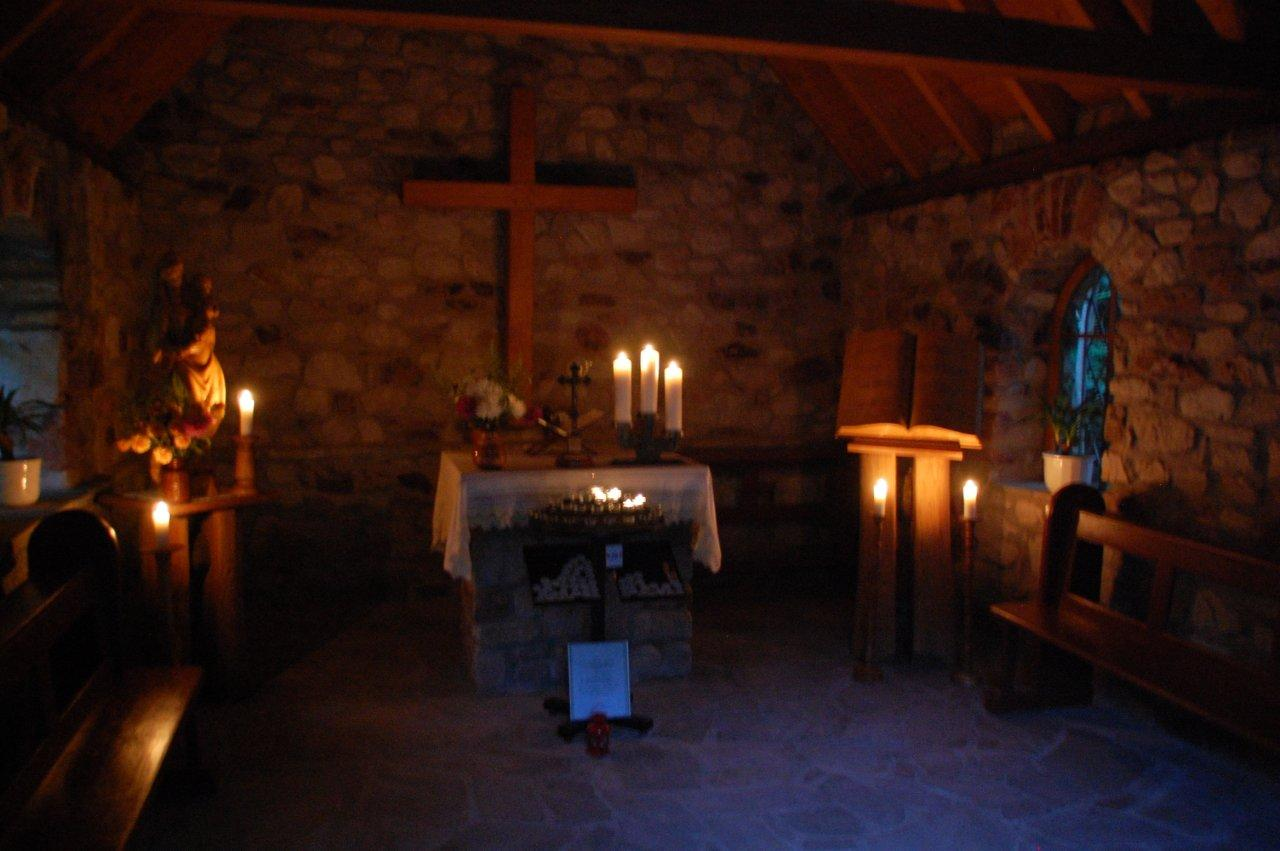
Kapelle von innen

Der erste Eremit Gerhard ließ sich 1718 am Reizenborn nieder. Im Jahre 1732 wurde eine Wallfahrtskapelle am Pfingstdienstag eingeweiht. Seit dem 14. August 1732 erhielt der dort ansässige Eremit Bernhard Fritz die Erlaubnis, Gottesdienste zu halten sowie am Pfingstdienstag und am Sonntag nach Mariä Himmelfahrt Wallfahrtsprozessionen dorthin zu führen. Der Träger der Wallfahrten waren die Eremiten. Die erste Prozession wurde ein Jahr nach der Einweihung der Kapelle abgehalten. Am 26. April 1736 fand die erste Trauung am Reizenborn statt. 1744 hatte die Pfingstprozession einen neuen Besucherrekord, der Eremit Anton Bambach benötigte 10 Gulden, um die Kapelle zu unterhalten. Immer wieder besuchten Pfarrer aus der Region die Kapelle. 1775 wurde neben der kleinen Eremitage eine neue, große Kirche errichtet. Durch die kriegerischen Auseinandersetzungen 1796 gegen die Franzosen konnte die Eremitage nicht mehr bewohnt werden.
1796 aufgegeben, geriet die Eremitage in Vergessenheit.

### Wiederaufbau ab 1980
Anfang August 1983 begann die Ortsgemeinde Riesweiler mit Suchgrabungen, um die Fundamente der Kirche und der Eremitage zu finden. Zwischen April 1985 bis 1986 wurden die Grabungen durchgeführt. Die Fundamente der Eremitage, welche 7,65 Meter × 5,65 Meter betragen, wurden zuerst freigelegt. Wenige Meter entfernt gab der Boden die Fundamente der 1775 errichteten Kirche frei. Sie waren größer als angenommen. Die Kirche hatte eine Länge von 35,90 Metern und eine Breite von 9,10 Metern. Der Altarraum und die Sakristei hatten eine Größe von 8,80 Metern × 9,10 Meter. Vom Altarraum führten ein oder zwei Stufen in das Schiff der Kirche hinab. Die Fundamente hatten eine Breite von 80 Zentimetern.
Der Baumbestand in den Fundamenten wurde entfernt und die Fundamente verfestigt und erhöht. Hierdurch ist die ganze Anlage gut sichtbar. Zudem wurde ein vier Meter hohes und drei Meter breites Holzkreuz mit einem Christus-Korpus in dem ehemaligen Altarraum aufgestellt.
Am 7. Juli 1987 wurde die alte Wallfahrtsstätte neu eingeweiht.

### Nach 1990

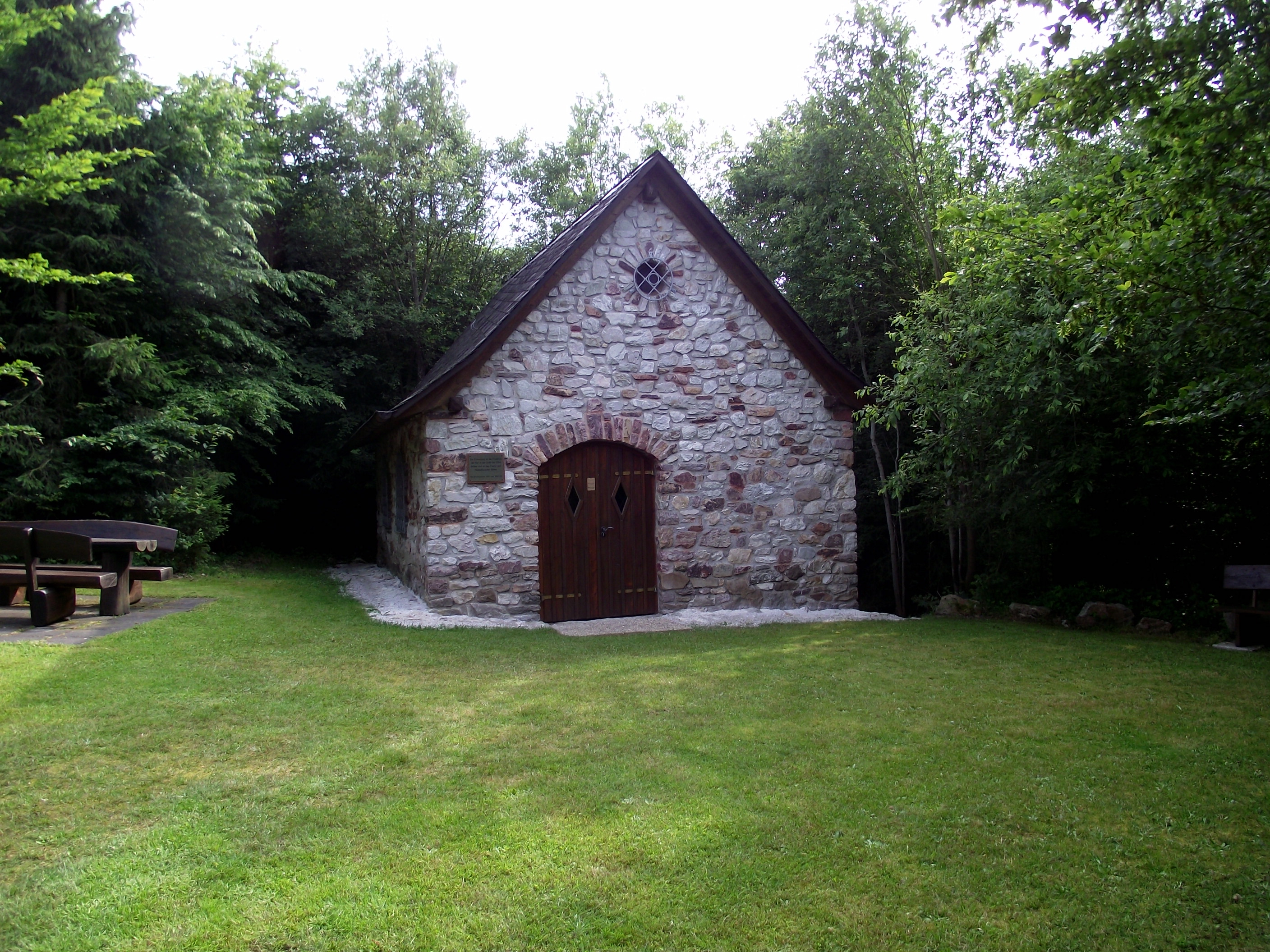
1997 auf den ehemaligen Fundamenten wiedererbaute Eremitage

In der Nacht vom 31. Januar auf den 1. Februar 1990 entwurzelte der Orkan Wiebke einen großen Teil der Fichtenbestände in der unmittelbaren Umgebung zum Räzebore. Sämtliche entwurzelten Bäume fielen auf die Grundmauern, das Kreuz im ehemaligen Altarraum blieb jedoch unversehrt.
Seit dem 24. Juni 1997 wurde die Kapelle auf den alten Fundamenten durch ehrenamtliche Helfer neu aufgebaut. Auch die ehemalige Quelle wurde neu gefasst. Anfang Juni 1998 wurde die neu erbaute Eremitage mit einem zwei Meter hohen Holzkreuz, einer Marienfigur, einer Bibel sowie einem Altar ausgestattet. Zwei Kirchenbänke mit zwei Betstühlen folgten ein Jahr später. Am 8. Juni 1998 wurde die Eremitage feierlich eingeweiht.

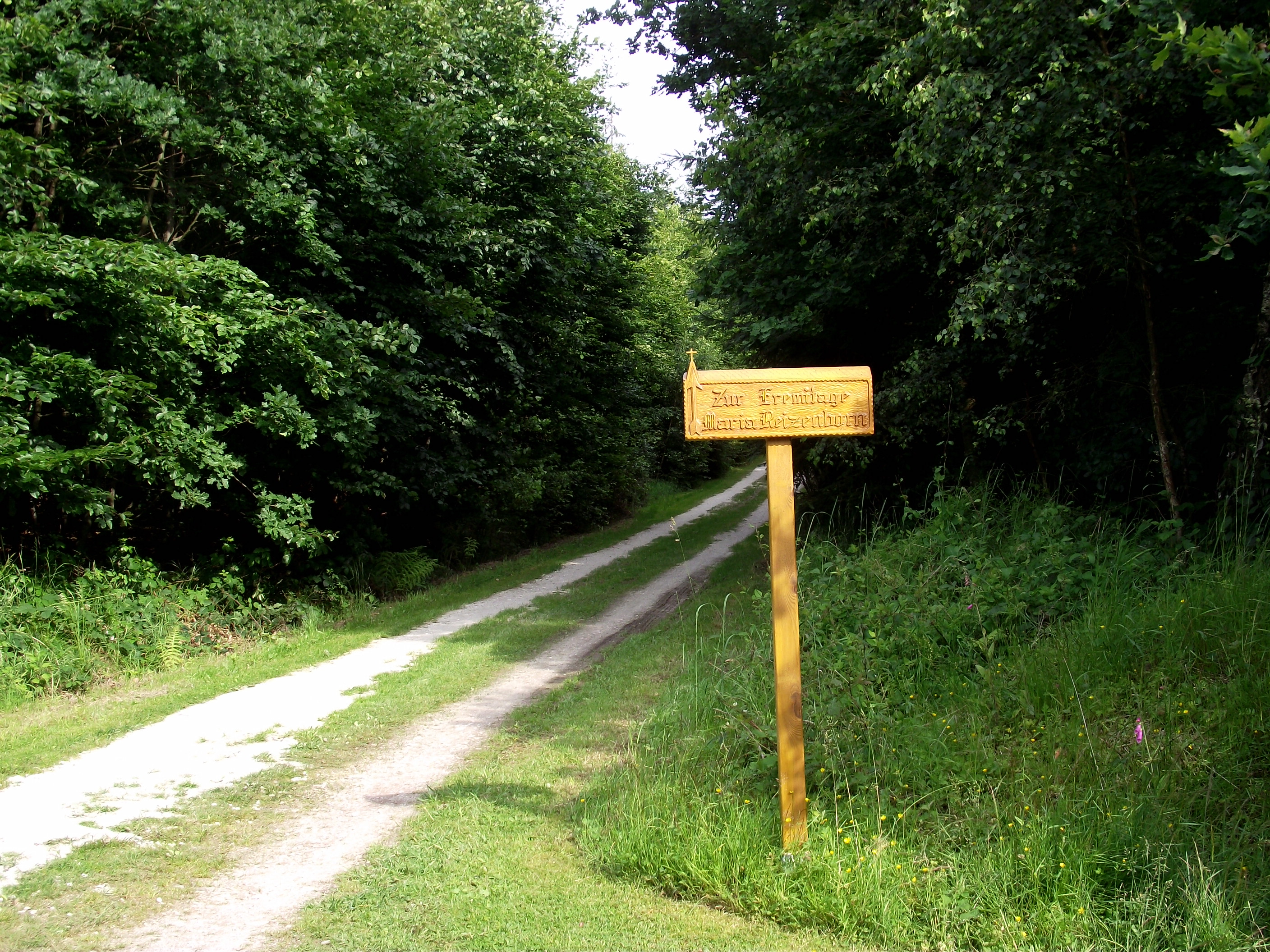
Geschnitztes Hinweisschild zu der Eremitage Maria Reizenborn an einem Wanderweg

Am 24. Juni 2012 gab es anlässlich des 25-jährigen Jubiläum der Wiedererrichtung der Grundmauern einen ökumenischen Gottesdienst unter freiem Himmel mit etwa 300 Teilnehmern. Anschließend fand die Jubiläumsfeier in der vollbesetzten Soonblickhalle in Riesweiler statt. Ausrichter war der Verein zur Förderung des Kulturdenkmals Räzebore e.V. Schirmherr der Veranstaltung war der Bürgermeister von Riesweiler Thomas Auler.

## Sonstiges
Heute werden an diesem Ort alljährlich im Sommer ökumenische Gottesdienste abgehalten.
Der Messkelch, silber vergoldet, welcher 23 Zentimeter hoch ist und im Gebrauch der Eremitage war, wird heute noch in Riesweiler benutzt.

### Verein
1997 gründet sich in Riesweiler der Verein zur Förderung des Kulturdenkmals Räzebore e.V. Er hat es sich zur Aufgabe gemacht die Ruine und die wiedererbaute Eremitage zu erhalten. Dies gelingt dem Verein mit Spenden und Mitgliederbeiträgen. Außerdem hilft der Verein der evangelischen und katholischen Kirche Riesweiler bei der Durchführung der ökumenischen Gottesdienste.